# 圣瑞斯特-伊巴尔
圣瑞斯特-伊巴尔（法語：Saint-Just-Ibarre，法語發音：[sɛ̃ ʒy(st) ibaʁ]）是法国大西洋比利牛斯省的一个市镇，属于巴约讷区。该市镇于1841年由原市镇圣瑞斯特（Saint-Just）和伊巴尔（Ibarre）合并而成。

## 地理
圣瑞斯特-伊巴尔（43°11'39"N, 1°3'23"W）面积30.03 平方千米，位于法国新阿基坦大区大西洋比利牛斯省，该省份为法国东南部省份，涵盖了贝阿恩与北巴斯克，西临大西洋比斯開灣，北至朗德省，东北接热尔省，东临上比利牛斯省，南与西班牙接壤。
与圣瑞斯特-伊巴尔接壤的市镇（或旧市镇、城区）包括：欧叙吕克、比尼、奥斯塔、伊巴罗勒、瑞克叙、米斯屈尔迪、帕戈勒、贝奥尔莱吉。

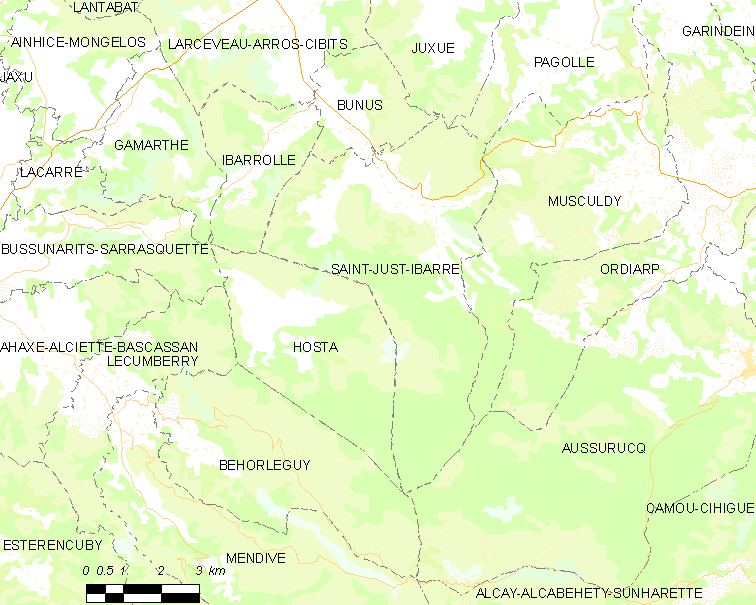
圣瑞斯特-伊巴尔的OSM定位图

圣瑞斯特-伊巴尔的时区为UTC+01:00、UTC+02:00（夏令时）。

## 行政
圣瑞斯特-伊巴尔的邮政编码为64120，INSEE市镇编码为64487。

## 政治
圣瑞斯特-伊巴尔所属的省级选区为比达什地区-阿米库塞-奥斯蒂巴尔县。

## 人口

1962-2008年间圣瑞斯特-伊巴尔人口变化图示

圣瑞斯特-伊巴尔于2022年1月1日时的人口数量为195人。